# Distribuição t de Student
| Parâmetros | {\displaystyle \nu >0} graus de liberdade |
| Densidade  | {\displaystyle f(t)={\frac {\Gamma ({\frac {\nu +1}{2}})}{{\sqrt {\nu \pi }}\,\Gamma ({\frac {\nu }{2}})}}\left(1+{\frac {t^{2}}{\nu }}\right)^{-({\frac {\nu +1}{2}})}\!,}                                                                                              |
| Acumulada  | {\displaystyle {\begin{matrix}{\frac {1}{2}}+x\Gamma \left({\frac {\nu +1}{2}}\right){\frac {\,_{2}F_{1}\left({\frac {1}{2}},{\frac {\nu +1}{2}};{\frac {3}{2}};-{\frac {x^{2}}{\nu }}\right)}{{\sqrt {\pi \nu }}\,\Gamma \left({\frac {\nu }{2}}\right)}}\end{matrix}}} |
| Média      | 0 se {\displaystyle \nu >1}, caso contrário é indefinida |
| Moda       | 0 |
| Mediana    | 0 |
| Variância  | {\displaystyle {\begin{array}{ll}{\frac {\nu }{\nu -2}}&{\text{ se }}\nu >2\\\infty &{\text{ se }}1<\nu \leq 2\\{\text{Indefinida}}&{\text{ se }}0<\nu \leq 1\end{array}}}                                                                                               |

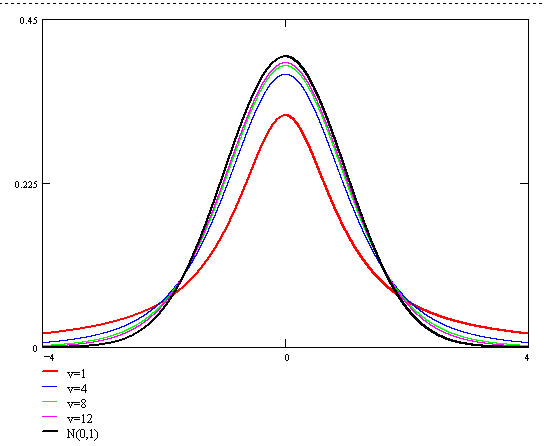
A função densidade da distribuição de Student para alguns valores de v e da distribuição normal (a preto).

A distribuição t de Student é uma distribuição de probabilidade, publicada por William Sealy Gosset sob o pseudônimo Student que não podia usar seu nome verdadeiro para publicar trabalhos enquanto trabalhasse para a cervejaria Guinness.
A distribuição {\displaystyle t} é uma distribuição de probabilidade absolutamente contínua, simétrica e campaniforme, o único parâmetro {\displaystyle \nu } que a caracteriza esta família é o número de graus de liberdade. A  função densidade de probabilidade da {\displaystyle t} detém caudas mais pesadas que a distribuição normal quando {\displaystyle \nu } é pequeno e a medida que {\displaystyle \nu } cresce, a distribuição t de Student se aproxima da normal. 

## Definição
Seja {\displaystyle Z} uma variável aleatória normal padrão e {\displaystyle V} uma variável aleatória com distribuição Chi-quadrado com {\displaystyle \nu } graus de liberdade. Se {\displaystyle Z} e {\displaystyle V} são independentes, então a transformação {\displaystyle t} definida como
{\displaystyle t={\frac {Z}{\sqrt {V/\nu \ }}}}
terá distribuição t de Student com {\displaystyle \nu } graus de liberdade.

## Função densidade de probabilidade
A função densidade de probabilidade é:
{\displaystyle f(t)={\frac {\Gamma ({\frac {\nu +1}{2}})}{{\sqrt {\nu \pi }}\,\Gamma ({\frac {\nu }{2}})}}\left(1+{\frac {t^{2}}{\nu }}\right)^{-({\frac {\nu +1}{2}})}\!,}
em que Γ é a função gama. Usando-se a função beta B, a função densidade de probabilidade pode ser escrita como:
{\displaystyle f(t)={\frac {1}{{\sqrt {\nu }}\,B\left({\frac {1}{2}},{\frac {\nu }{2}}\right)}}\left(1+{\frac {t^{2}}{\nu }}\right)^{-({\frac {\nu +1}{2}})}\!}

## Aplicações
A distribuição t de Student aparece naturalmente no problema de se determinar a média de uma população (que segue a distribuição normal) a partir de uma amostra. Neste problema, não se sabe qual é a média ou o desvio padrão da população, mas ela deve ser normal.
Supondo que o tamanho da amostra n seja muito menor que o tamanho da população, temos que a amostra é dada por n variáveis aleatórias normais independentes X1, ..., Xn, cuja média {\displaystyle {\overline {X}}_{n}=(X_{1}+\cdots +X_{n})/n} é o melhor estimador para a média da população.
Considerando {\displaystyle {S_{n}}^{2}={\frac {1}{n-1}}\sum _{i=1}^{n}\left(X_{i}-{\overline {X}}_{n}\right)^{2}} como a variância amostral, temos o seguinte resultado:
A variável aleatória t dada por:
{\displaystyle t={\frac {{\overline {X}}_{n}-\mu }{S_{n}/{\sqrt {\nu }}}},}
ou :{\displaystyle t={\sqrt {\nu }}{\frac {{\overline {X}}_{n}-\mu }{S_{n}}},}
segue uma distribuição t de Student com {\displaystyle \nu =n-1} graus de liberdade.

## Tabela com alguns valores selecionados
Grande parte dos livros estatísticos trazem uma tabela com valores para a distribuição t de Student. Essas tabelas apresentam valores arredondados e esses arredondamentos podem ser grosseiros demais, dependendo do tipo de análise que está sendo feita. Softwares estatísticos e planilhas como Microsoft Excel e OpenOffice Calc possuem técnicas mais precisas para a estimação desses valores.
A tabela abaixo lista alguns valores selecionados para a distribuição t de Student com {\displaystyle \nu } graus de liberdade (números no início de cada linha) para as regiões críticas com uma ou duas caudas (unicaudal ou bicaudal). Por exemplo, se estamos fazendo uma análise em que a distribuição t de Student apresenta 4 graus de liberdade e queremos usar um nível de confiança de 95% unicaudal, consultamos a tabela e percebemos que {\displaystyle t\!} deve ser de 2,132. Isso quer dizer que a probabilidade de {\displaystyle -\infty <t<2,132} é de 95%.
| Unicaudal               | 75%   | 80%   | 85%   | 90%   | 95%   | 97,5% | 99%   | 99,5% | 99,75% | 99,9% | 99,95% |
| Bicaudal                | 50%   | 60%   | 70%   | 80%   | 90%   | 95%   | 98%   | 99%   | 99,5%  | 99,8% | 99,9%  |
| ----------------------- | ----- | ----- | ----- | ----- | ----- | ----- | ----- | ----- | ------ | ----- | ------ |
| 1                       | 1,000 | 1,376 | 1,963 | 3,078 | 6,314 | 12,71 | 31,82 | 63,66 | 127,3  | 318,3 | 636,6  |
| 2                       | 0,816 | 1,061 | 1,386 | 1,886 | 2,920 | 4,303 | 6,965 | 9,925 | 14,09  | 22,33 | 31,60  |
| 3                       | 0,765 | 0,978 | 1,250 | 1,638 | 2,353 | 3,182 | 4,541 | 5,841 | 7,453  | 10,21 | 12,92  |
| 4                       | 0,741 | 0,941 | 1,190 | 1,533 | 2,132 | 2,776 | 3,747 | 4,604 | 5,598  | 7,173 | 8,610  |
| 5                       | 0,727 | 0,920 | 1,156 | 1,476 | 2,015 | 2,571 | 3,365 | 4,032 | 4,773  | 5,893 | 6,869  |
| 6                       | 0,718 | 0,906 | 1,134 | 1,440 | 1,943 | 2,447 | 3,143 | 3,707 | 4,317  | 5,208 | 5,959  |
| 7                       | 0,711 | 0,896 | 1,119 | 1,415 | 1,895 | 2,365 | 2,998 | 3,499 | 4,029  | 4,785 | 5,408  |
| 8                       | 0,706 | 0,889 | 1,108 | 1,397 | 1,860 | 2,306 | 2,896 | 3,355 | 3,833  | 4,501 | 5,041  |
| 9                       | 0,703 | 0,883 | 1,100 | 1,383 | 1,833 | 2,262 | 2,821 | 3,250 | 3,690  | 4,297 | 4,781  |
| 10                      | 0,700 | 0,879 | 1,093 | 1,372 | 1,812 | 2,228 | 2,764 | 3,169 | 3,581  | 4,144 | 4,587  |
| 11                      | 0,697 | 0,876 | 1,088 | 1,363 | 1,796 | 2,201 | 2,718 | 3,106 | 3,497  | 4,025 | 4,437  |
| 12                      | 0,695 | 0,873 | 1,083 | 1,356 | 1,782 | 2,179 | 2,681 | 3,055 | 3,428  | 3,930 | 4,318  |
| 13                      | 0,694 | 0,870 | 1,079 | 1,350 | 1,771 | 2,160 | 2,650 | 3,012 | 3,372  | 3,852 | 4,221  |
| 14                      | 0,692 | 0,868 | 1,076 | 1,345 | 1,761 | 2,145 | 2,624 | 2,977 | 3,326  | 3,787 | 4,140  |
| 15                      | 0,691 | 0,866 | 1,074 | 1,341 | 1,753 | 2,131 | 2,602 | 2,947 | 3,286  | 3,733 | 4,073  |
| 16                      | 0,690 | 0,865 | 1,071 | 1,337 | 1,746 | 2,120 | 2,583 | 2,921 | 3,252  | 3,686 | 4,015  |
| 17                      | 0,689 | 0,863 | 1,069 | 1,333 | 1,740 | 2,110 | 2,567 | 2,898 | 3,222  | 3,646 | 3,965  |
| 18                      | 0,688 | 0,862 | 1,067 | 1,330 | 1,734 | 2,101 | 2,552 | 2,878 | 3,197  | 3,610 | 3,922  |
| 19                      | 0,688 | 0,861 | 1,066 | 1,328 | 1,729 | 2,093 | 2,539 | 2,861 | 3,174  | 3,579 | 3,883  |
| 20                      | 0,687 | 0,860 | 1,064 | 1,325 | 1,725 | 2,086 | 2,528 | 2,845 | 3,153  | 3,552 | 3,850  |
| 21                      | 0,686 | 0,859 | 1,063 | 1,323 | 1,721 | 2,080 | 2,518 | 2,831 | 3,135  | 3,527 | 3,819  |
| 22                      | 0,686 | 0,858 | 1,061 | 1,321 | 1,717 | 2,074 | 2,508 | 2,819 | 3,119  | 3,505 | 3,792  |
| 23                      | 0,685 | 0,858 | 1,060 | 1,319 | 1,714 | 2,069 | 2,500 | 2,807 | 3,104  | 3,485 | 3,767  |
| 24                      | 0,685 | 0,857 | 1,059 | 1,318 | 1,711 | 2,064 | 2,492 | 2,797 | 3,091  | 3,467 | 3,745  |
| 25                      | 0,684 | 0,856 | 1,058 | 1,316 | 1,708 | 2,060 | 2,485 | 2,787 | 3,078  | 3,450 | 3,725  |
| 26                      | 0,684 | 0,856 | 1,058 | 1,315 | 1,706 | 2,056 | 2,479 | 2,779 | 3,067  | 3,435 | 3,707  |
| 27                      | 0,684 | 0,855 | 1,057 | 1,314 | 1,703 | 2,052 | 2,473 | 2,771 | 3,057  | 3,421 | 3,690  |
| 28                      | 0,683 | 0,855 | 1,056 | 1,313 | 1,701 | 2,048 | 2,467 | 2,763 | 3,047  | 3,408 | 3,674  |
| 29                      | 0,683 | 0,854 | 1,055 | 1,311 | 1,699 | 2,045 | 2,462 | 2,756 | 3,038  | 3,396 | 3,659  |
| 30                      | 0,683 | 0,854 | 1,055 | 1,310 | 1,697 | 2,042 | 2,457 | 2,750 | 3,030  | 3,385 | 3,646  |
| 40                      | 0,681 | 0,851 | 1,050 | 1,303 | 1,684 | 2,021 | 2,423 | 2,704 | 2,971  | 3,307 | 3,551  |
| 50                      | 0,679 | 0,849 | 1,047 | 1,299 | 1,676 | 2,009 | 2,403 | 2,678 | 2,937  | 3,261 | 3,496  |
| 60                      | 0,679 | 0,848 | 1,045 | 1,296 | 1,671 | 2,000 | 2,390 | 2,660 | 2,915  | 3,232 | 3,460  |
| 80                      | 0,678 | 0,846 | 1,043 | 1,292 | 1,664 | 1,990 | 2,374 | 2,639 | 2,887  | 3,195 | 3,416  |
| 100                     | 0,677 | 0,845 | 1,042 | 1,290 | 1,660 | 1,984 | 2,364 | 2,626 | 2,871  | 3,174 | 3,390  |
| 120                     | 0,677 | 0,845 | 1,041 | 1,289 | 1,658 | 1,980 | 2,358 | 2,617 | 2,860  | 3,160 | 3,373  |
| {\displaystyle \infty } | 0,674 | 0,842 | 1,036 | 1,282 | 1,645 | 1,960 | 2,326 | 2,576 | 2,807  | 3,090 | 3,291  |

## Exemplo
Um fabricante de aparelhos celulares afirma que a duração média da bateria desses aparelhos nos primeiros 6 meses de uso é de 120 horas, ou seja, 5 dias. Analisando uma amostra de 25 aparelhos, obteve-se uma média de duração de 116 horas, com desvio padrão de 12 horas. Verifique se a afirmação é verdadeira, utilizando um nível de confiança de 95% bicaudal.
Resolução:
1º Utilizando a tabela de distribuição t student, definem-se os pontos críticos através do grau de liberdade (24) e o nível de confiança (95%).
Nesse caso, os pontos críticos são  ± 2,064, ou seja, P(-2,064 < t < 2,064). Se o valor de t estiver dentro desses limites a afirmação é verdadeira.
2º Na sequência calcula-se o valor de t para a amostra:
Dados:
{\displaystyle {{\overline {X}}=116;}}
{\displaystyle {\mu =120;}}
{\displaystyle {S=12;}}
{\displaystyle {n=25;}}
Fórmula: {\displaystyle t={\frac {{\overline {X}}-\mu }{S/{\sqrt {n}}}}={\frac {{116}-120}{12/{\sqrt {25}}}}=-1,667}
3º Conclusão: Como t = - 1,667, encontra-se dentro dos limites críticos, P(-2,064 < t < 2,064), a afirmação do fabricante de celular que a duração média da sua bateria é de 120 horas, a um nível de confiança de 95%, é verdadeira.
Importante:
Esse exemplo não serve para alegar que a bateria dura, pelo menos, 120 horas. Para determinar o desempenho esperado, a abordagem que tem mais correlação com a experiência dos consumidores é a do teste unicaudal. Analisando os dados de teste com a distribuição unicaudal, a média de 116 horas e desvio-padrão de 12 horas, para 24 graus de liberdade e um nível de confiança de 95%, vemos que a duração esperada para as baterias seria equivalente a  {\displaystyle t=-1,711}. Nesse caso, a duração esperada para 95% das baterias seria de:
{\displaystyle x={\bar {X}}+t\times S=116-1,711\times 12=95,468\ horas}